# La Palud-sur-Verdon
Palud-sur-Verdon – miejscowość i gmina we Francji, w regionie Prowansja-Alpy-Lazurowe Wybrzeże, w departamencie Alpy Górnej Prowansji.

## Demografia
Według danych na rok 1990 gminę zamieszkiwały 243 osoby, a gęstość zaludnienia wynosiła 3 osoby/km². W styczniu 2015 r. Palud-sur-Verdon zamieszkiwało 339 osób, przy gęstości zaludnienia wynoszącej 4,2 osób/km².